# Саут-Амана (Айова)
Саут-Амана (англ. South Amana) — переписна місцевість (CDP) в США, в окрузі Айова штату Айова. Населення — 165 осіб (2020).

## Географія
Саут-Амана розташований за координатами 41°46′13″ пн. ш. 91°57′36″ зх. д. / 41.77028° пн. ш. 91.96000° зх. д. (41.770357, -91.959912).  За даними Бюро перепису населення США в 2010 році переписна місцевість мала площу 3,59 км², уся площа — суходіл.

## Демографія
Згідно з переписом 2010 року, у переписній місцевості мешкало 159 осіб у 66 домогосподарствах у складі 47 родин. Густота населення становила 44 особи/км².  Було 76 помешкань (21/км²).
Расовий склад населення:
| - 98,1 % — білих |

До двох чи більше рас належало 1,3 %. Частка іспаномовних становила 0,0 % від усіх жителів.
За віковим діапазоном населення розподілялося таким чином: 23,3 % — особи молодші 18 років, 63,5 % — особи у віці 18—64 років, 13,2 % — особи у віці 65 років та старші. Медіана віку мешканця становила 43,8 року. На 100 осіб жіночої статі у переписній місцевості припадало 98,8 чоловіків;  на 100 жінок у віці від 18 років та старших — 103,3 чоловіків також старших 18 років.
Середній дохід на одне домашнє господарство  становив 60 978 доларів США (медіана — 61 176), а середній дохід на одну сім'ю — 61 985 доларів (медіана — 61 838). 
Цивільне працевлаштоване населення становило 52 особи. Основні галузі зайнятості: науковці, спеціалісти, менеджери — 25,0 %, освіта, охорона здоров'я та соціальна допомога — 25,0 %, транспорт — 21,2 %.